# القود (الحيمة الخارجية)

تعديل مصدري - تعديل

القود هي إحدى قرى عزلة بيت العليي بمديرية الحيمة الخارجية التابعة لمحافظة صنعاء، بلغ تعداد سكانها 125 نسمة حسب تعداد اليمن لعام 2004.